# Beigekindad and
Beigekindad and (Callonetta leucophrys) är en liten sydamerikansk andfågel i familjen änder.

## Utseende
Beigekindad and är en relativt liten and, 36–38 centimeter i längd och 71 centimeter i vingbredd. Till skillnad från många änder har den samma dräkt året om och anlägger inte en eklipsdräkt. Båda könen har en mörk stjärt, en kontrasterande ljus övergump och en tydlig vit fläck på vingen. Näbben är grå och fötter och ben rosa. Dess klor är ovanligt långa, vilket gör att den till skillnad från andra änder bättre kan sitta på trädgrenar. 
Hanen är djupt kastanjebrun på ryggen, blekgrå på flankerna och har ett laxrosa svartfläckigt bröst. Ett svart band löper från toppen av huvudet till nacken. Honan är olivbrun ovan med vitfläckat och -streckat huvud och tunt tvärbandad på det bleka bröstet och den bleka buken.

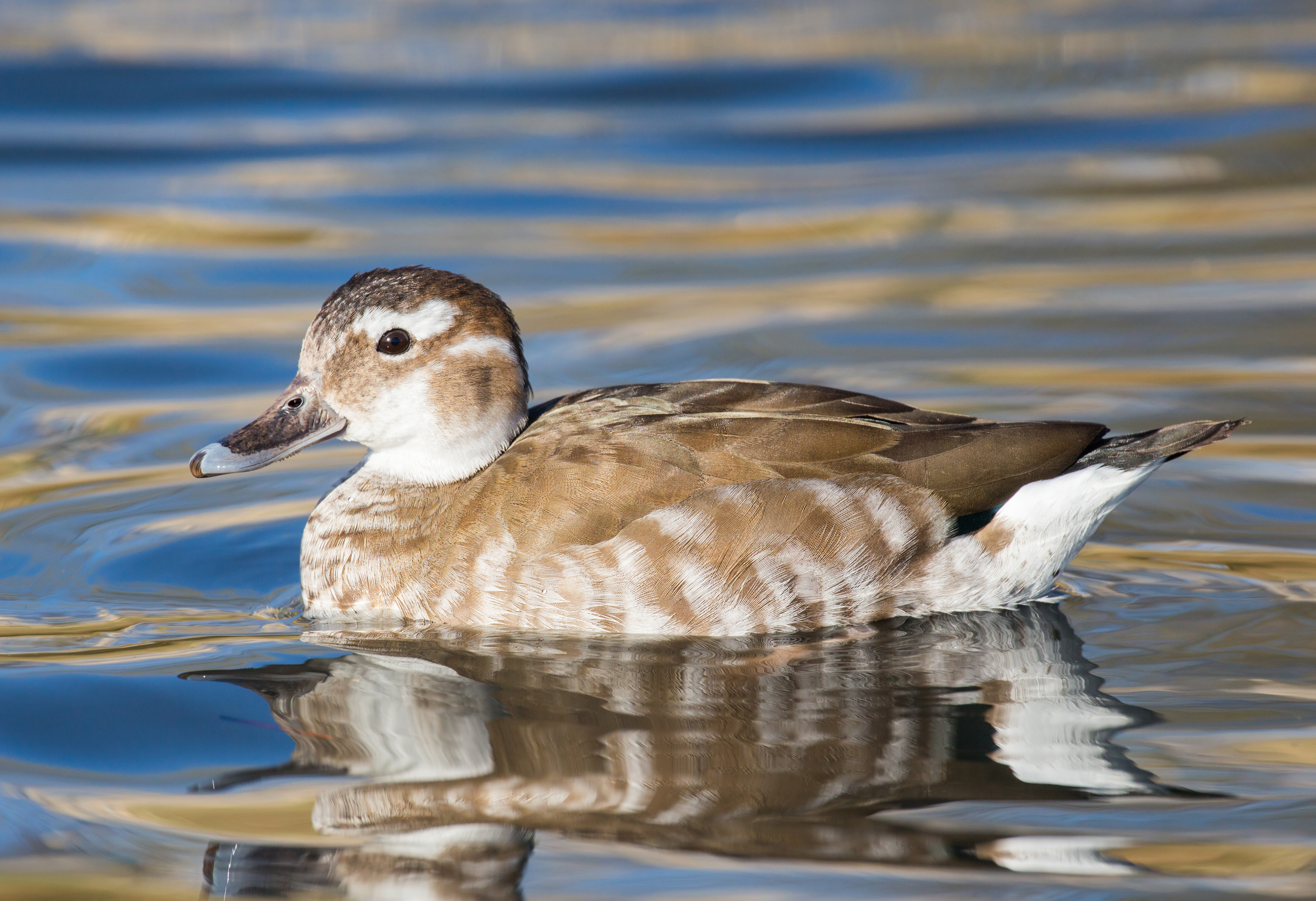
Hona.
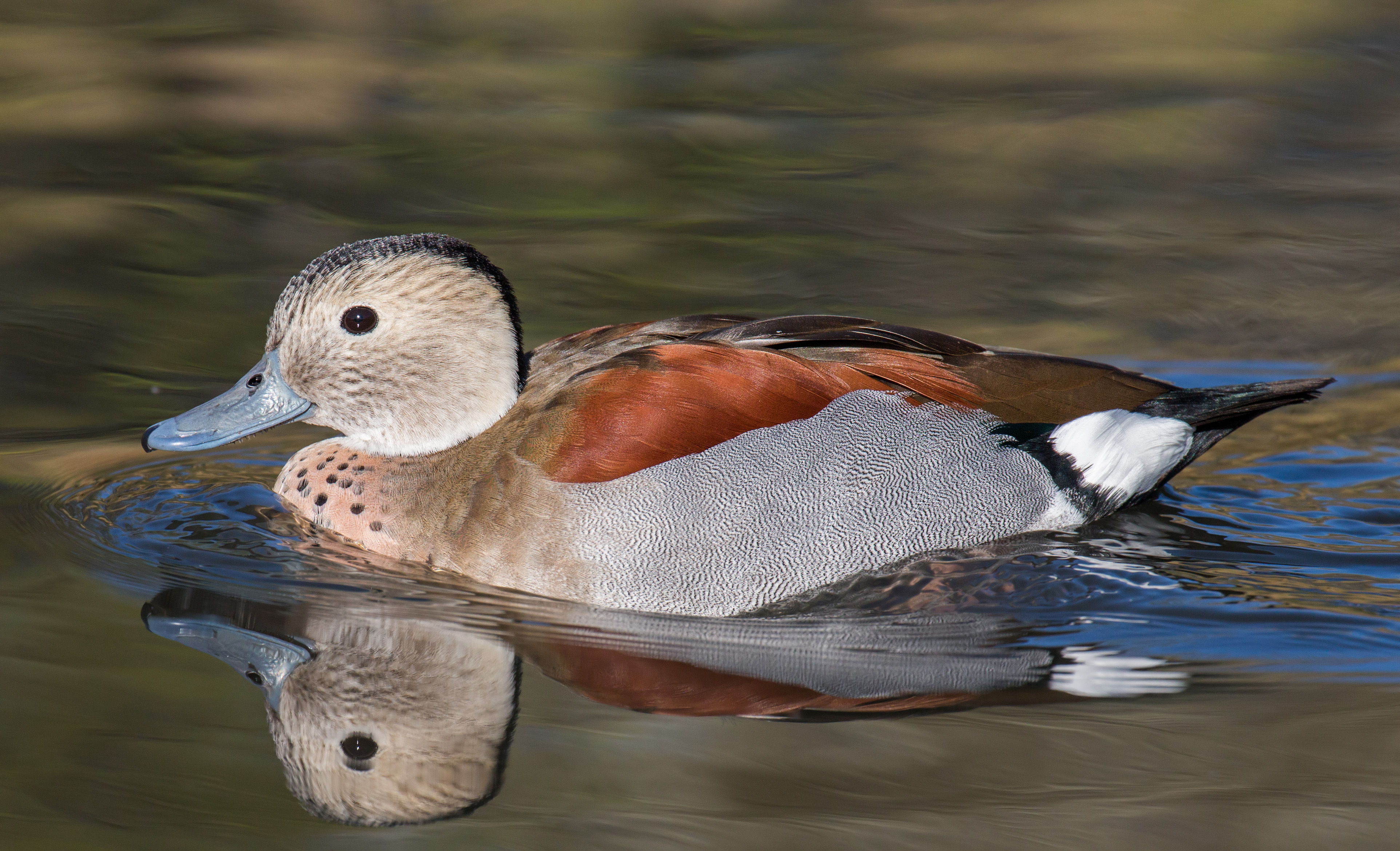
Hane.
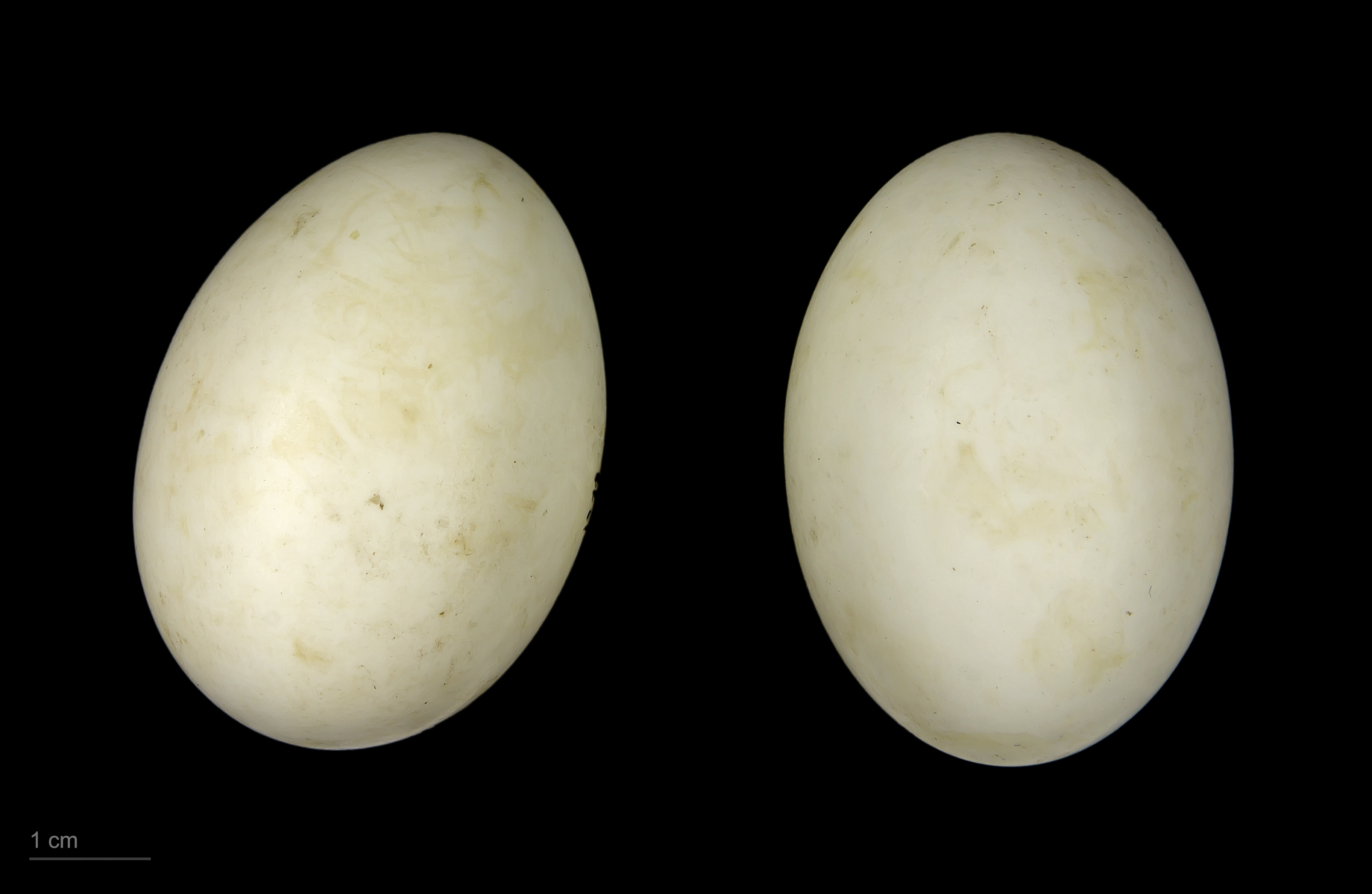
Museum specimen

## Utbredning och systematik
Fågeln förekommer från södra Brasilien till Bolivia, Paraguay, Uruguay och nordöstra Argentina. Beigekindad and är den enda arten i släktet Callonetta. Den förefaller inte vara särskilt nära släkt med någon annan andart utan utgör troligen en egen utvecklingslinje, möjligen systerart till en grupp med bland annat gravänder i Tadorna och mandarinand. Den behandlas som monotypisk, det vill säga att den inte delas in i några underarter.

## Levnadssätt
Beigekindad and påträffas i tropisk träskskog och våtmarker i skogklädda låglänta områden, men även i små vattendrag och skyddade gölar. Arten lever av olika sorters växtdelar och ryggradslösa djur som den vanligtvis intar vid ytan, mest aktivt vid skymning och gryning. Den ses i par eller små familjegrupper, tillfälligtvis i större grupper under vintern.

### Häckning
I ett bo som byggs i ett trädhål lägger honan sex till tolv vita ägg som ruvas av båda könen i 29 dagar. Båda föräldrarna är även engagerade i att ta hand om ungarna tills de är flygga när det är 50–55 dagar gamla. I fångenskap läggs en andra kull, varvid hanen tar han om första kullens andungar medan honan ruvar den andra kullen.

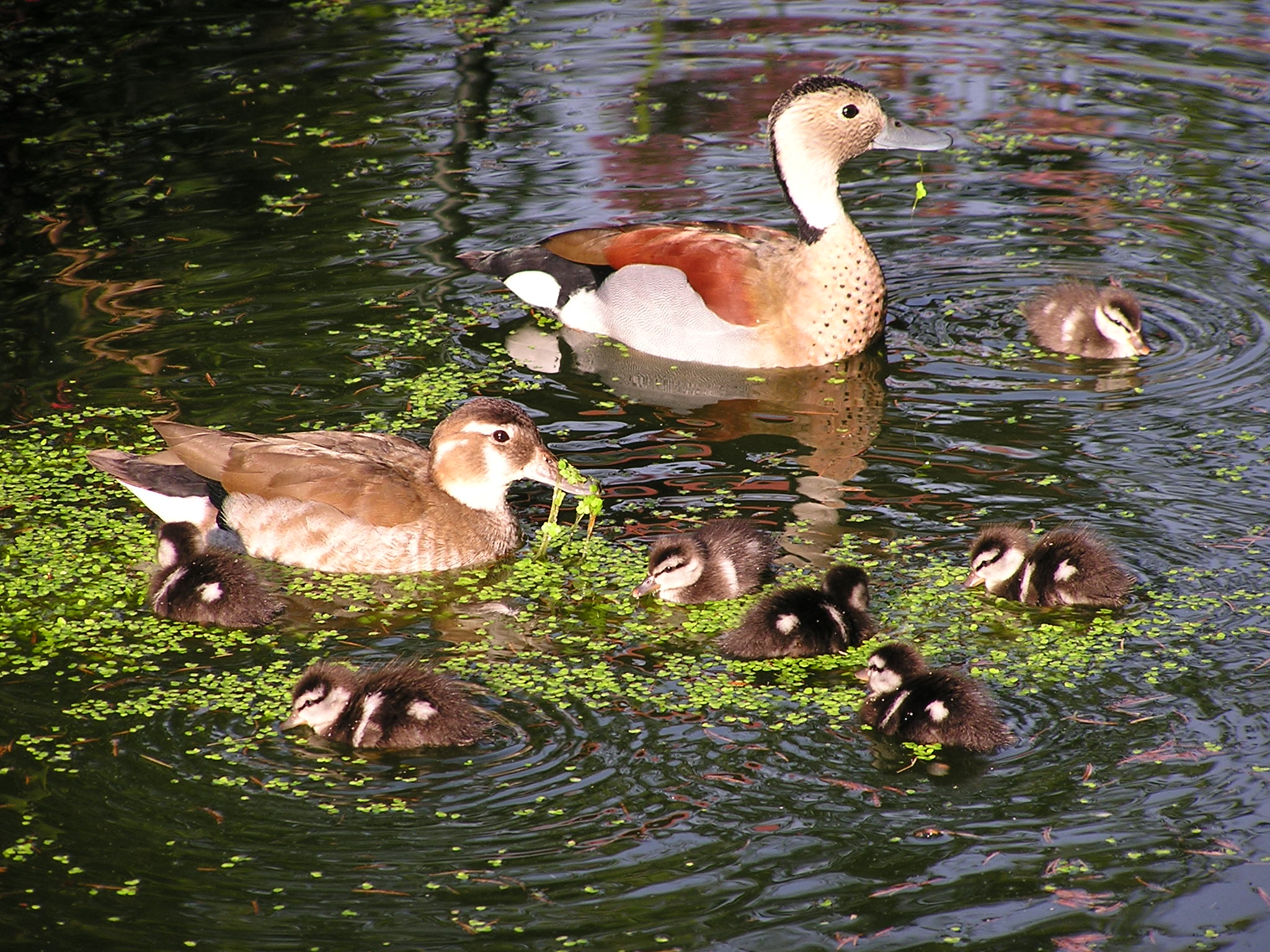
Hane och hona beigekindad and med ungar.

## Status och hot
Arten har ett stort utbredningsområde och en stor population med stabil utveckling. Utifrån dessa kriterier kategoriserar internationella naturvårdsunionen IUCN arten som livskraftig (LC).